# DATマン
『DATマン』（ダットマン）は、原作：村上龍、作画：漫☆画太郎による日本の漫画。『月刊少年ジャンプ』（集英社）にて2回にわたり掲載された読切作品。単行本未収録。

## あらすじ

### 前編
主人公・耳でか耳男は零細AVスタジオで音響の仕事をしている青年である。ある日、自宅で仕事場のルームトーンを収録したテープを聴いていると、「やっぱり殺さないとだめかなあ…」という謎の声が聞こえてきた。その翌日、仕事の休憩中に同僚と話した際、彼が飼っているペットが病気になり、昨日のルームトーン収録の時に安楽死させようと考えていた事を知り、耳男は他人の心の声を聞く能力を持っていた事に気付いた。ある日、収録したテープを聴いていると、「戻ってこい」「戻りたくない」と男女が言い争う声が聞こえてくる。女性の声の主は現在撮影中のAVの主演女優・トンキの声だと気付いたが、男性の声は全く聞き覚えが無いものであった。一体何の事かと思った直後、鼓膜が破れるような轟音で「もどってこい」という男の声が流れる。翌日、誰が声の主なのか真相を求めるため、耳男は一度も声を聞いたことのないスタッフがいた事を思い出し、彼が言い争っていた男性ではないかと思い話しかけるも、そのスタッフの声は全く違っており、更に男性ではなく女性であった。

### 後編
耳男は更に調査をすすめるために、トンキに直接話を聞こうとする。すると、トンキは突然パニックを起こし始めた。パニックが収まったトンキは、耳男に夜、公園に来るように伝える。そして夜。公園で話し始めたトンキの話は自分の過去を話し始める。実はトンキは元は異世界の住人でその世界は暴力が支配するという世界であった。彼女はそんな世界に嫌気がさし、別の世界へ行きたいと願っていると、ある日、突然この世界へ来られたのだという。しかし、トンキの元彼であるムネハルはそれを許さず、異世界からトンキに帰って来いと言っていた。真相を聞いた耳男が満足して帰ろうとすると、トンキが突然耳男に襲いかかった。真相を聞いた耳男を消すためであった。抵抗するも力では全く敵わず命の危機に陥るが、直後に突然空間が引き裂かれ、異世界から身長数メートルの大男が現れる。その男こそムネハルで、トンキを一撃で気絶させると、彼女を抱えて元の世界に帰ってしまった。耳男は入院し、その後AVは完成したものの、その猟奇的すぎる内容のせいで全く売れず、耳男が退院した頃にはスタジオは倒産。彼は山に篭ると、異世界の住人の侵略に備え、一人体を鍛え始めた。

## 登場人物
- 耳でか耳男（みみでか みみお）

主人公。あだ名は江川スグル。巨大な耳のせいで幼少時はいじめられっ子だったが、聴力が人一倍良かったので、AVのスタジオに音響の仕事で雇ってもらった。
- トンキ

AV女優で近所の肉屋の娘。
- 監督

絶対に売れないようなAVを撮ろうとする。